# Helmut Damerius
Helmut Damerius (* 16. Dezember 1905 in Berlin-Wedding; † 29. September 1985 in Ost-Berlin) war Mitglied der KPD und Gründer und Leiter der Agitpropgruppe Kolonne Links, Regisseur und Schauspieler. Als Politemigrant in der Sowjetunion befand er sich ab 1938 viele Jahre lang unschuldig in sowjetischer Haft. Nach seiner Rehabilitierung in den 1950er Jahren leitete er die Konzert- und Gastspieldirektion der DDR.

## Lebensweg
Damerius wurde 1905 in Berlin als Sohn eines Gärtners und einer Blumenbinderin geboren und verbrachte seine Jugend im „roten Wedding“. In den 1910er Jahren machte er eine Lehre zum Blumenbinder, arbeitete unter anderem als Laufbursche in einer Polsterwerkstatt und später als Anstreicher. Erste politische Eindrücke sammelte er im Kreis der Lankwitzer „Naturfreunde“. 1922 trat Damerius in die „Anarchistisch-syndikalistische Jugend Deutschlands“ (SAJD) und 1924 in die KPD ein. Er war Mitglied des „Proletarischen Sprechchores Berlin-Steglitz“ und der „Proletarischen Bühne Berlin-Mitte“. Damerius gründete 1927/28 die Agitpropgruppe „Kolonne Links“, die er zugleich viele Jahre lang leitete. Für seine erfolgreiche Werbearbeit wurde Damerius von der Partei im Frühjahr 1931 mit einer vierwöchigen Reise in die UdSSR ausgezeichnet. Damerius nahm dies zum Anlass, mit der „Kolonne Links“ dauerhaft in die Sowjetunion zu emigrieren. Hier trat er insbesondere vor ausländischen Arbeitern auf. Er studierte am Staatlichen Institut für Theaterkunst und erwarb die sowjetische Staatsbürgerschaft.
Am 17. März 1938 wurde er im Zuge der sogenannten „Deutschen Operation“ unter falschen Anschuldigungen von der Geheimpolizei NKWD, deren geheimer Mitarbeiter er seit 1936 gewesen war, verhaftet und in das Gefängnis Lubjanka eingeliefert. Später klagte man Damerius in einem nicht öffentlichen Prozess wegen „Spionageverdacht“ an und verurteilte ihn im Oktober 1938 in Moskau zu acht Jahren Arbeitslager im Gulag. Es folgten sieben Jahre Haft unter erniedrigenden Bedingungen in dem sogenannten „Besserungslager“ Solikamsk (Nord-Ural, Region Perm), in dem Damerius schwer im Wald arbeiten musste. Unmittelbar anschließend folgten zwei weitere Jahre Haft. 1947 wurde Damerius unter der Auflage aus der Lagerhaft entlassen, in Kasachstan in sogenannter „freier Ansiedlung“ zu leben. In Kasachstan musste er weitere elf Jahre aushalten, ohne dass es eine Fluchtmöglichkeit für ihn gab.
Im Mai 1955 wurde das Unrechtsurteil aus der Zeit des Großen Terrors aufgehoben und Damerius rehabilitiert, wobei es im Aufhebungbeschluss hieß:

„Laut Beschluss des Kriegstribunals des Moskauer Militärbezirks vom 22. September 1955 ist das Urteil von 1938 aufgehoben und Damerius in alle Rechte wiedereingesetzt. Die damalige Aussage der Wanda Bronskaja, dass Damerius sie für die Hitlerjugend werben wollte, ist frei erfunden.“

1956 durfte er in die DDR ausreisen, bekam aber hier die „strikte und strafbewehrte Auflage“, nicht über seine Vergangenheit in der Sowjetunion in Wort oder Schrift zu berichten. Von 1960 bis 1961 war Damerius Direktor der Künstler-Agentur der DDR.
In seinen letzten Lebensjahren arbeitete Damerius seine Vergangenheit schriftlich auf. Zu Beginn der 1980er Jahre begann er heimlich über seine schrecklichen Erlebnisse und die „Jahre seiner sinnlosen Verhaftung, den Verlust seiner Lebensmitte“ zu schreiben. 1982 übergab er das fertige Manuskript heimlich Werner Mittenzwei. Damerius starb im September 1985 in Ost-Berlin. 1990 wurden seine Erinnerungen unter dem Titel Unter Falscher Anschuldigung – 18 Jahre in Taiga und Steppe postum veröffentlicht.

## Schriften
- Über zehn Meere zum Mittelpunkt der Welt: Erinnerungen an die „Kolonne Links“. Henschel, Berlin 1977.
- Unter falscher Anschuldigung: 18 Jahre in Taiga und Steppe. Aufbau, Berlin und Weimar 1990, ISBN 3-351-01776-6.